# Imigração brasileira na Turquia
Os brasileiros na Turquia formam uma das mais pequenas comunidades brasileiras fora do Brasil, totalizando cerca de 275 pessoas. A maioria dos brasileiros na Turquia trabalha em embaixadas e/ou consulados em Istambul e Ancara, com um pequeno número de funcionários de empresas privadas em outras cidades metropolitanas.